# Abbas Jadidi
Abbas Jadidi, född den 13 januari 1969 i Teheran, Iran, är en iransk brottare som tog OS-silver i tungviktsbrottning i fristilsklassen 1996 i Atlanta. Han förlorade i finalen mot amerikanske Kurt Angle.